# Magwi
Magwi är ett län (county) i Sydsudan. Det ligger i delstaten Eastern Equatoria, i den sydöstra delen av landet, sydost om huvudstaden Juba. Antalet invånare var 169 826 vid folkräkningen 2008.